# Capsodes gothicus
Capsodes gothicus is een wants uit de familie van de blindwantsen (Miridae). De soort werd door Linnaeus vermeld in zijn Systema naturae uit 1758.

## Uiterlijk
De tamelijk ovale blindwants is lang gevleugeld, heeft een vrij korte, brede kop en kan 6 tot 7 mm lang worden. De antennes zijn zwart van kleur, de derde en vierde segmenten samen zijn net zo lang als het tweede segment. De pootjes zijn, net als de antennes, zwart van kleur. Ook de kop is zwart maar heeft een witte streep langs de ogen. Het scutellum is ook grotendeels zwart maar heeft een donker oranje punt. Het borststuk en voorvleugels zijn ook voornamelijk zwart met een witte of oranje buitenrand. De punt van het hoornachtige gedeelte van de vleugels (cuneus) hebben een oranje vlek. Capsodes gothicus lijkt op Capsodes sulcatus. Die heeft echter een brede witte streep op het halsschild en een oranje middenstreep op het scutellum die uitloopt in een witte punt.

## Leefwijze
De soort overleeft de winter als eitje en er is één generatie per jaar. De volwassen dieren kunnen van midden juni tot eind juli waargenomen worden op gewone rolklaver (Lotus corniculatus), walstrosoorten (Galium) en hertshooi (Hypericum).

## Leefgebied
De soort leeft in kruidenrijke vochtige gebieden maar is in Nederland voor het laatst in 1911 waargenomen. Het verspreidingsgebied is Palearctisch van Europa, het Midden-Oosten, tot in Azië.